# 青森市立三内小学校
青森市立三内小学校（あおもりしりつ さんないしょうがっこう）は青森県青森市里見1丁目にある公立小学校。

## 所在地
- 青森市里見1丁目9番1号

## 沿革
- 1969年（昭和44年）
  - 4月1日 - 創立。
  - 4月30日 - 滝内小学校を統合。但し、校舎はこの時点では統合せず、三内小学校滝内校舎として存続。
  - 5月1日 - 校章制定。
  - 12月20日 - 校舎第二期工事竣工。
- 1970年（昭和45年）
  - 1月21日 - 滝内校舎の児童を本校新校舎に移転。これをもって、滝内校舎は名実共に廃校。
  - 3月16日 - 校歌制定。
  - 6月6日 - 校舎第三期工事竣工。
  - 10月30日 - 校舎・体育館落成記念式典挙行。
- 1975年（昭和50年）
  - 4月1日 - 泉川小学校開校により、児童の一部を泉川小学校に転籍。
  - 7月10日 - プール竣工。
- 1976年（昭和51年）4月1日 - プレハブ校舎3教室増設。
- 1977年（昭和52年）4月1日 - 特別教室（図書室・集会室・図工室2）を分割、普通教室に転用。
- 1978年（昭和53年）4月1日 - 浪館小学校開校により、本校から同校へ児童500名転籍。
- 1982年（昭和57年）4月1日 - プレハブ校舎2教室増築。
- 1983年（昭和58年）9月3日 - 創立15周年記念式典挙行。
- 1985年（昭和60年）
  - 4月1日 - 三内西小学校開校により、本校から三内西小学校へ児童484名転籍。
  - 4月5日 - 校長室・会議室・図工室・音楽室を復元。
- 1993年（平成5年）
  - 4月1日 - 特殊学級（山びこ学級）設置。
  - 9月26日 - 創立25周年記念式典挙行。
- 1994年（平成6年）4月1日 - 特殊学級（あおぞら学級）設置。
- 1996年（平成8年）10月11日 - グランド改修工事完了。
- 2018年（平成30年）11月17日 - 創立50周年記念式典挙行[1]。

## 学区
出典
「一部」と記載している地区の詳細な地番については、青森市教育委員会まで要問い合わせ。
- 大字三内（字玉作、字稲元の一部）
- 大字石江（字岡部の一部、字江渡の一部）
- 大字西滝（字富永、字切島）
- 西滝1丁目
- 西滝2丁目
- 西滝3丁目
- 里見1丁目
- 里見2丁目（一部）

## 進学先中学校
出典
- 青森市立三内中学校 - 大字西滝字切島を除く地域から通う児童の主な進学先
- 青森市立西中学校 - 大字西滝字切島から通う児童の主な進学先

## 周辺
- 社会福祉法人黎明会ひなづる保育園
- 社会福祉法人WINGひまわり保育園
- ローソン青森里見1丁目店
- 青森市立三内西小学校
- こども園あおもりよつば
- 青森市立三内中学校 - 主な進学先中学校のひとつ
- 他は個人商店などが点在する。
- また、やや離れた所には、青森県運転免許センター・三内丸山遺跡・陸上自衛隊青森駐屯地もある。

## アクセス
- 青森市営バス
  - 「里見1丁目」バス停下車後、徒歩約400m・約6分。　
  - 「三内西小学校前」バス停下車後、徒歩約420m・約6分。
    - あおもりシャトルdeルートバス「ねぶたん号」も通るが、上記記載のバス停は停車しない。
- JR東日本・JR北海道新青森駅から、車で約2.4km・約4分。
- 東北自動車道青森ICから、車で約4km・約7分。

## 参考資料
- 『新青森市史 別編教育（別巻）年表・学校沿革』（青森市・2000年3月発行）「学校沿革 （一）小学校」164頁「三内小学校」